# Franck Bouyer

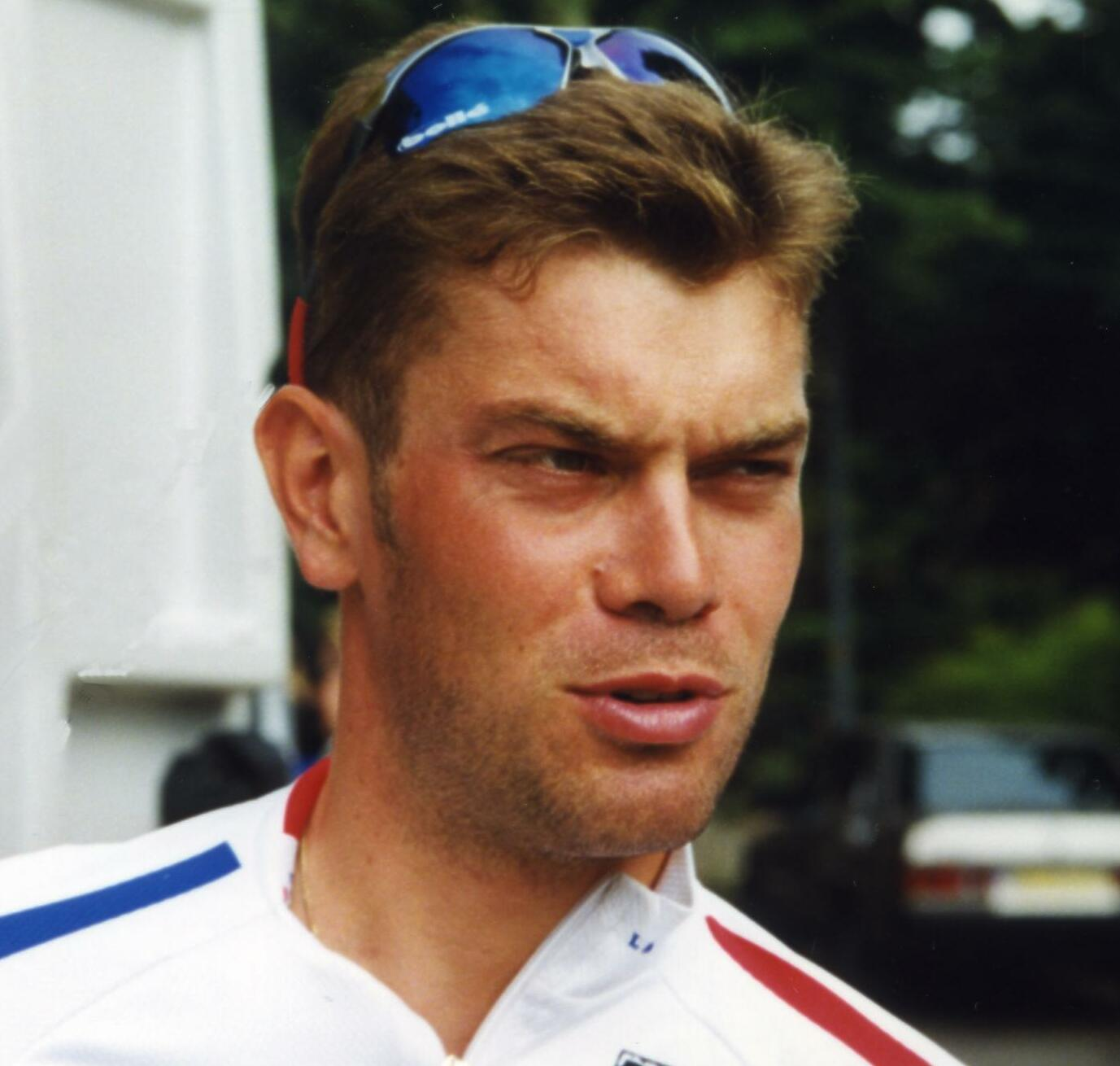
Franck Bouyer

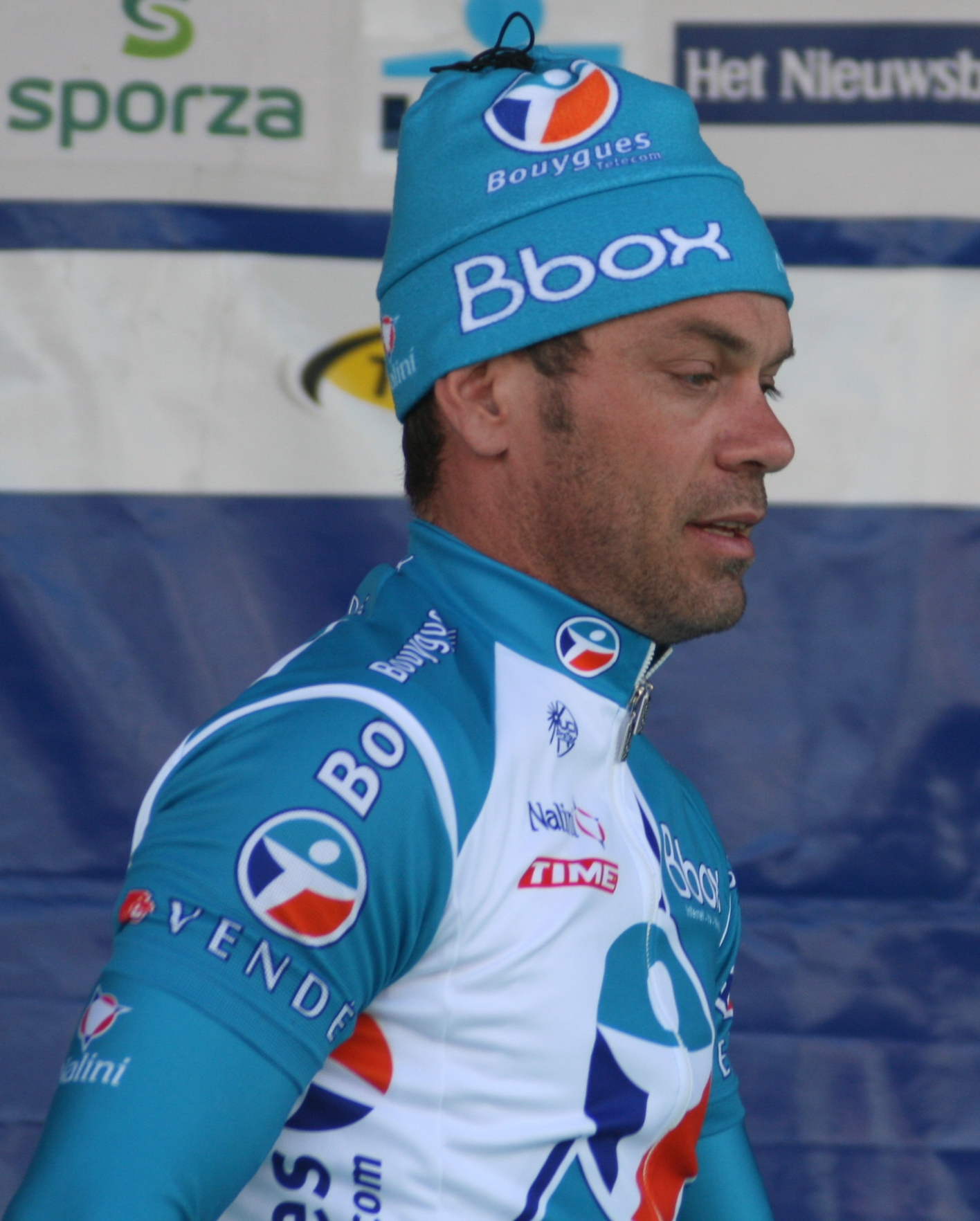
Franck Bouyer

Franck Bouyer (* 17. März 1974 in Beaupréau) ist ein ehemaliger französischer Radrennfahrer.

## Sportliche Karriere
Franck Bouyer begann seine Karriere 1995 bei Castorama. 1997 wechselte er zu La Française des Jeux und fuhr dort drei Jahre, bevor er zu Bonjour ging. Dort war er 2002 bei der Tour de Vendée erfolgreich. Dieser Sieg und weitere gute Platzierungen verhalfen ihm zum Gewinn der Gesamtwertung des Coupe de France. 2004 konnte Bouyer das französische Eintagesrennen Paris–Camembert für sich entscheiden. Ab 2005 fuhr er für das ProTour-Team Bouygues Télécom, später Team Europcar.
Fünfmal startete Bouyer bei der Tour de France. Ende der Saison 2013 beendete er seine Karriere als Berufsradfahrer.

### Krankheit
Bouyer leidet an Narkolepsie, die sich in plötzlicher Schläfrigkeit und Kataplexie äußert, und war nicht in der Lage, ohne das Medikament Modafinil zu trainieren oder Rennen zu fahren. Der Weltradsportverband UCI entschied im Juni 2004, Bouyer keine Ausnahmegenehmigung zum Nehmen des Medikaments zu geben, so dass er keine Rennen fahren konnte. Trotz der Ablehnung von UCI und Internationalem Sportgerichtshof erlaubte ihm die World Anti-Doping Agency (WADA) im August 2005, wieder an Rennen teilzunehmen; auf einen Einspruch der UCI hin wurde Bouyer jedoch erneut die Ausnahmeregelung verweigert. Im Januar 2007 entließ ihn sein Team Bouygues Télécom. Bouyer strengte daraufhin im Juli 2007 eine Zivilklage gegen UCI und WADA an, da er an der Ausübung seines Berufes gehindert werde. Nachdem von der UCI bestätigt worden war, dass das neue Präparat Xyrem zur Behandlung von Narkolepsie nicht auf der Dopingliste stehe, unterschrieb Bouyer einen neuen Vertrag bei Bouygues Télécom für 2009.

## Erfolge
2001
- Gesamtwertung Tour du Limousin

2002
- Tour de Vendée
- Gesamtwertung Coupe de France

2004
- Paris–Camembert

2010
- Gesamtwertung Tour de Bretagne

## Teams
- 1995: Castorama
- 1996: Agrigel-La Creuse-Fenioux
- 1997: Française des Jeux
- 1998: Française des Jeux
- 1999: Française des Jeux
- 2000: Bonjour
- 2001: Bonjour
- 2002: Bonjour
- 2003: Brioches La Boulangère
- 2004: Brioches La Boulangère
- 2005: Bouygues Télécom
- 2006: Bouygues Télécom
- 2007: Bouygues Télécom (bis 15.08.)

- 2009: Bbox Bouygues Telecom
- 2010: Bbox Bouygues Telecom
- 2011: Team Europcar
- 2012: Team Europcar
- 2013: Team Europcar